# Нисерон, Жан-Пьер
Жан Пьер Нисеро́н (11 марта 1685, Париж — 8 июля 1738) — французский священник, библиограф, научный писатель-компилятор и педагог.
Образование получил в коллеже Мазарини, в августе 1702 года вступил в орден варнавитов. На протяжении нескольких лет преподавал риторику и гуманитарные науки в коллежах Лош и Монтаржи, одновременно занимаясь изучением современных языков. В 1716 году возвратился в Париж и оставил преподавание, решив претворить в жизнь свою давнюю идею написания обширного биографического труда о филологах и литераторах, живших с Возрождения до XVII века. Этой работой он занимался до конца жизни.
Его труд «Mémoires pour servir à l’histoire des hommes illustres de la république des lettres, avec un catalogue raisonné de leurs ouvrages» (Париж, 1727—1745, 43 тома) ещё при жизни автора критиковался за отсутствие системы и пропорциональности (объём конкретной статьи может не соответствовать реальному научному вкладу учёного, о котором она написана) и многочисленные неточности и пропуски, однако и поныне признаётся ценным историческим источником. В 40-м томе труда есть биография составителя. Нисерон также перевёл несколько книг с английского языка.